# Josie Loren
Josie Loren (Miami, Florida; 19 de marzo de 1987) es una actriz estadounidense conocida por interpretar a Kaylie Cruz en la serie Make It or Break It y como la agente del FBI Michelle Vega en The Mentalist.

## Biografía
Josie López, conocida por su apellido artístico Loren, nació en marzo de 1987 en la ciudad de Miami, Estados Unidos. Tiene ascendencia cubana.
Comenzó a actuar en el año 2006, apareciendo en distintos episodios de series como Veronica Mars, Hannah Montana, Medium y Cory in the House, hasta que obtuvo su primer protagónico en 2009, con el papel de Kaylie Cruz, una gimnasta profesional que sueña con participar en las Olimpíadas, en la serie de ABC, Make It or Break It.
Josie actuó también en algunas películas para la televisión, como Christmas in Paradise (2007) y la película de Disney Channel, Hatching Pete (2009); y además en algunos cortometrajes.
Su debut ante la gran pantalla fue con un pequeño papel en la comedia 17 otra vez (2009), protagonizada por Zac Efron y Matthew Perry.
Josie concurrió a la University of California Los Angeles (UCLA).
Luego grabó un disco con las estrellas de Hollywood Lucía Giménez y Gastón Miranda, tras haber hecho una gira con ellos. Hacia 2014 se desempeñó en la serie americana The Mentalist, desempeñando el papel de la agente especial del FBI Michelle Vega.

## Vida personal
El 28 de mayo de 2018, Loren se casó con el exjugador de la NFL Matt Leinart. La pareja tiene dos hijos, que nacieron en enero de 2020 y mayo de 2021, respectivamente.

## Filmografía
Cine
| Año  | Título                | Personaje      | Nota         |
| ---- | --------------------- | -------------- | ------------ |
| 2007 | Hardly Married        | Leti           | Cortometraje |
| 2007 | Christmas in Paradise | Blair          |              |
| 2008 | This Is Not a Test    | Laline         |              |
| 2009 | 17 otra vez           | Nicole         |              |
| 2011 | With Me               | Jayden         | Cortometraje |
| 2013 | 21 & Over             | Pledge Aguilar |              |
| 2014 | Everlast              | Adriana        | Cortometraje |
| 2014 | Safe                  | Jessica        | Cortometraje |

Televisión
| Año       | Título                     | Personaje        | Notas                                           |
| --------- | -------------------------- | ---------------- | ----------------------------------------------- |
| 2006      | Veronica Mars              | Chloe            | Episodio: "President Evil"                      |
| 2006      | Hannah Montana             | Holly            | Episodio: "People Who Use People"               |
| 2006      | Médium                     | Amiga de Amanda  | Episodio: "Blood Relation"                      |
| 2007      | Drake & Josh               | María            | Episodio: "Battle of Panthatar"                 |
| 2007      | Cory en la Casa Blanca     | Jessica          | Episodio: "Get Smarter"                         |
| 2007      | The Bill Engvall Show      | Marissa          | Episodio: "Good People"                         |
| 2009      | Pedro, el pollo            | Angela Morrissey | Película Original de Disney Channel             |
| 2009-2012 | Make It or Break It        | Kaylie Cruz      | Personaje principal; 48 episodios               |
| 2010      | 10 Things I Hate About You | Kaylie Cruz      | Episodio: "The Winner Takes It All"             |
| 2011      | NCIS                       | Jane             | Episodio: "Tell-All"                            |
| 2011      | Castle                     | Bridget McManus  | Episodio: "The Dead Pool"                       |
| 2011      | Drop Dead Diva             | Julia Campbell   | Episodio: "Prom"                                |
| 2013      | Miles Across the Sea       | Jessie           | Episodio: "Bed-Headed Fred"                     |
| 2013      | Annie Sunbeam and Friends  | Annie Sunbeam    | Episodio: "Introduction"                        |
| 2013      | The Glades                 | Hanna Koski      | Episodio: "Gallerinas"                          |
| 2014      | Hit the Floor              | Kendall          | 3 episodios                                     |
| 2014      | Honor Student              | Teresa Smith     | Película para televisión                        |
| 2014-2015 | The Mentalist              | Michelle Vega    | Personaje principal (Temporada 7, 10 episodios) |
| 2015      | Young & Hungry             | Sam              | Episodio: "Young & Doppelganger"                |